# Bistum Alotau-Sideia
Das Bistum Alotau-Sideia (lat.: Dioecesis Alotaunus-Sideianus) ist eine in Papua-Neuguinea gelegene römisch-katholische Diözese mit Sitz in Alotau. Ihr Gebiet umfasst die Provinz Milne Bay.

## Geschichte
Papst Pius XII. gründete die Apostolische Präfektur Samarai am 13. Juni 1946 aus Gebietsabtretungen des Apostolischen Vikariats Papua. Am 11. November 1956 wurde sie in den Rang eines Apostolischen Vikariats erhoben.
Am 15. November 1966 wurde sie mit der Apostolischen Konstitution Laeta incrementa zum Bistum Sideia erhoben und am 28. April 1975 nahm es seinen jetzigen Namen an.

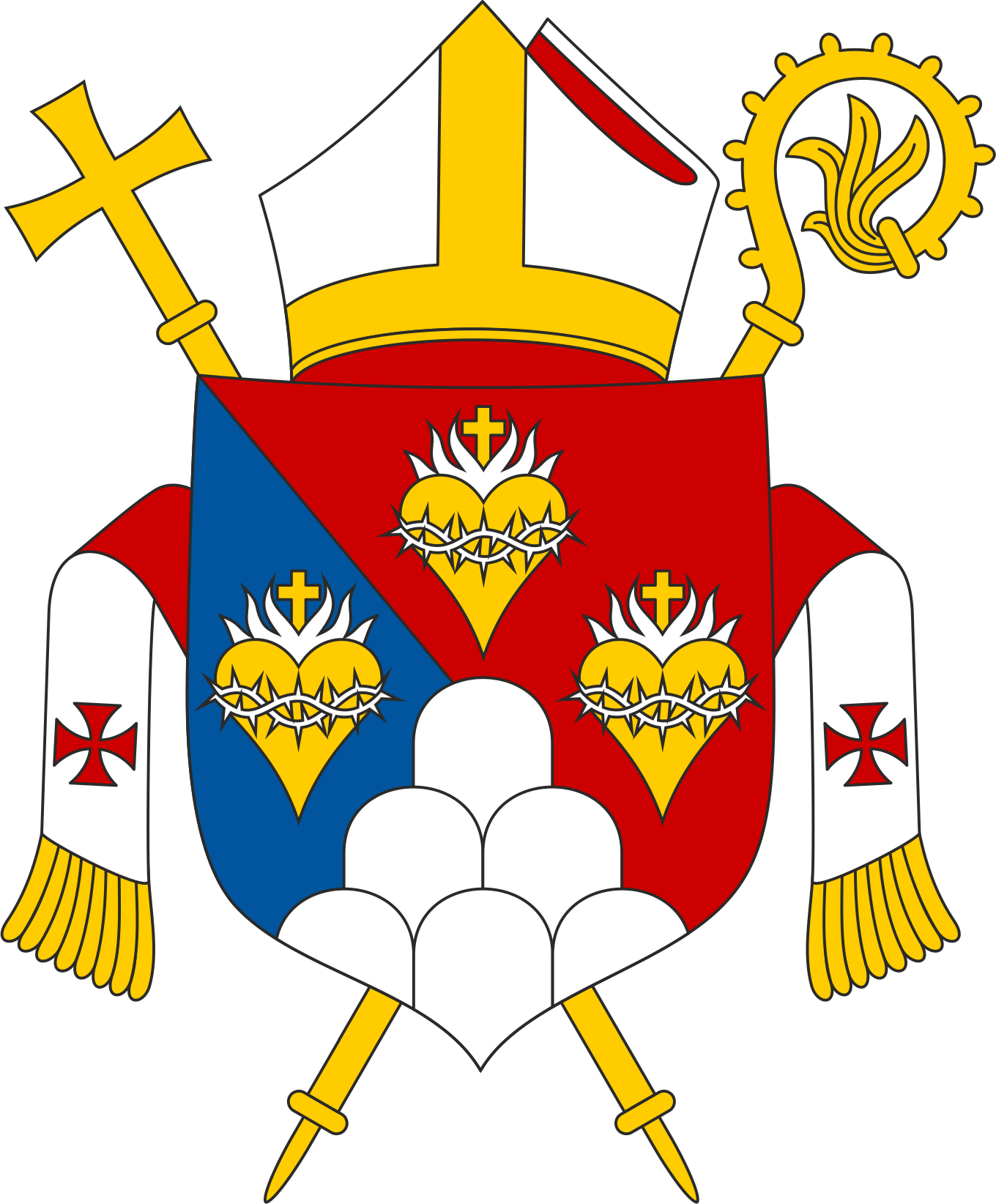
Wappen des Bistums

## Ordinarien

### Apostolischer Präfekt von Samarai
- Francis John Doyle MSC (18. Mai 1951 – 11. November 1956)

### Apostolischer Vikar von Samarai
- Francis John Doyle MSC (11. November 1956 – 15. November 1966)

### Bischöfe von Sideia
- Francis John Doyle MSC (15. November 1966 – 7. März 1970, zurückgetreten)
- Desmond Charles Moore MSC (7. März 1970 – 28. April 1975)

### Bischöfe von Alotau-Sideia
- Desmond Charles Moore MSC (28. April 1975 – 25. Juni 2001, emeritiert)
- Francesco Panfilo SDB (25. Juni 2001 – 18. März 2010, Koadjutorerzbischof von Rabaul)
- Rolando Santos CM (6. April 2011 – 7. Juli 2025, emeritiert)
- Jacek Piotr Tendej CM (seit 7. Juli 2025)

## Statistik
| Jahr | Bevölkerung | Bevölkerung | Bevölkerung | Priester     | Priester         | Priester       | Priester               | Ständige Diakone | Ordensleute  | Ordensleute      | Pfarreien |
| ---- | ----------- | ----------- | ----------- | ------------ | ---------------- | -------------- | ---------------------- | ---------------- | ------------ | ---------------- | --------- |
| Jahr | Katholiken  | Einwohner   | %           | Gesamtanzahl | Diözesanpriester | Ordenspriester | Katholiken je Priester | Ständige Diakone | Ordensbrüder | Ordensschwestern |           |
| 1970 | ?           | 104.000     | ?           | 21           |                  | 21             | 0                      |                  | 37           | 22               | 10        |
| 1980 | 13.100      | 113.000     | 11,6        | 19           | 1                | 18             | 689                    |                  | 27           | 24               |           |
| 1990 | 22.342      | 132.943     | 16,8        | 19           | 1                | 18             | 1.175                  |                  | 28           | 39               | 30        |
| 1999 | 29.132      | 176.519     | 16,5        | 17           | 1                | 16             | 1.713                  | 1                | 24           | 32               | 22        |
| 2000 | 29.642      | 176.519     | 16,8        | 18           | 1                | 17             | 1.646                  |                  | 26           | 34               | 21        |
| 2001 | 30.450      | 180.000     | 16,9        | 20           | 2                | 18             | 1.522                  | 1                | 31           | 28               | 21        |
| 2002 | 38.639      | 209.054     | 18,5        | 20           | 2                | 18             | 1.931                  | 1                | 28           | 36               | 22        |
| 2003 | 33.260      | 212.400     | 15,7        | 21           | 2                | 19             | 1.583                  | 1                | 29           | 36               | 22        |
| 2004 | 34.462      | 217.000     | 15,9        | 20           | 2                | 18             | 1.723                  | 1                | 26           | 35               | 14        |
| 2006 | 37.153      | 225.000     | 16,5        | 22           | 2                | 20             | 1.688                  | 1                | 25           | 40               | 16        |
| 2022 | 67.093      | 375.150     | 17,9        | 25           | 9                | 16             | 2.683                  |                  | 20           | 26               | 20        |